# Albert Meyer (1855–1915)
Albert Meyer, Alberto Meyer (ur. w październiku 1855 w Gdańsku, zm. 9 stycznia 1915 w Gdańsku) – gdański prawnik (dr), bankier, samorządowiec i hiszpański urzędnik konsularny.
Pochodzenia żydowskiego. Albert Meyer prowadził kancelarię adwokacką, po ojcu Aronie Simonie Meyerze (1824–1887), był współwłaścicielem domu bankowego Bankhaus Meyer und Gelhorn w Gdańsku, miał udziały m.in. w browarze we Wrzeszczu (Danziger Aktien-Bierbrauerei). Powierzono mu pełnienie funkcji konsula Hiszpanii w Gdańsku (1896–1915), radnego gdańskiego (1897–1915), oraz członka Rady Reprezentantów gminy żydowskiej w Gdańsku. Ufundował popiersie nadburmistrza Heinricha Ehlersa, ustawione w Ratuszu Głównego Miasta. Pochowany na cmentarzu na gdańskim Chełmie. 